# Лагос де Морено (Лагос де Морено, Халиско)
Лагос де Морено (шп. Lagos de Moreno) насеље је у Мексику у савезној држави Халиско у општини Лагос де Морено. Насеље се налази на надморској висини од 1876 м.

## Становништво
Према подацима из 2010. године у насељу је живело 98206 становника.

### Хронологија
| Година       | 2000                  | 2005                  | 2010                  |
| ------------ | --------------------- | --------------------- | --------------------- |
| Становништво | 79592 (38059 / 41533) | 92716 (44529 / 48187) | 98206 (47328 / 50878) |

### Попис
| \| \| м \| \| \| ж \| \| 0—2 \| 2.935 \| \| \| 2.912 \| \| 3—5 \| 3.111 \| \| \| 3.010 \| \| 6—11 \| 6.183 \| \| \| 5.975 \| \| 12—14 \| 3.010 \| \| \| 2.908 \| \| 15—17 \| 3.144 \| \| \| 3.112 \| \| 18—24 \| 6.524 \| \| \| 6.797 \| \| 60+ \| 3.504 \| \| \| 4.366 \| \| Просек : \| 27,4 \| \| \| 29,0 \| |       |  |  |       |
| |       |  |  |       |
| | м     |  |  | ж     |
| 0—2 | 2.935 |  |  | 2.912 |
| 3—5 | 3.111 |  |  | 3.010 |
| 6—11 | 6.183 |  |  | 5.975 |
| 12—14 | 3.010 |  |  | 2.908 |
| 15—17 | 3.144 |  |  | 3.112 |
| 18—24 | 6.524 |  |  | 6.797 |
| 60+ | 3.504 |  |  | 4.366 |
| Просек : | 27,4  |  |  | 29,0  |

| #   | Индикатор                                                                                        | Вредност |
| --- | ------------------------------------------------------------------------------------------------ | -------- |
| 1   | Становништво од 0 до 2 године                                                                    | 5847     |
| 2   | Мушко становништво од 0 до 2 године                                                              | 2935     |
| 3   | Женско становништво од 0 до 2 године                                                             | 2912     |
| 4   | Становништво са 3 и више година                                                                  | 92132    |
| 5   | Мушко становништво са 3 и више година                                                            | 44281    |
| 6   | Женско становништво са 3 и више година                                                           | 47851    |
| 7   | Становништво са 5 и више година                                                                  | 88023    |
| 8   | Мушко становништво са 5 и више година                                                            | 42222    |
| 9   | Женско становништво са 5 и више година                                                           | 45801    |
| 10  | Становништво са 12 и више година                                                                 | 73853    |
| 11  | Мушко становништво са 12 и више година                                                           | 34987    |
| 12  | Женско становништво са 12 и више година                                                          | 38866    |
| 13  | Становништво са 15 и више година                                                                 | 67935    |
| 14  | Мушко становништво са 15 и више година                                                           | 31977    |
| 15  | Женско становништво са 15 и више година                                                          | 35958    |
| 16  | Становништво са 18 и више година                                                                 | 61679    |
| 17  | Мушко становништво са 18 и више година                                                           | 28833    |
| 18  | Женско становништво са 18 и више година                                                          | 32846    |
| 19  | Становништво од 3 до 5 година                                                                    | 6121     |
| 20  | Мушко становништво од 3 до 5 година                                                              | 3111     |
| 21  | Женско становништво од 3 до 5 година                                                             | 3010     |
| 22  | Становништво од 6 до 11 година                                                                   | 12158    |
| 23  | Мушко становништво од 6 до 11 година                                                             | 6183     |
| 24  | Женско становништво од 6 до 11 година                                                            | 5975     |
| 25  | Становништво од 8 до 14 година                                                                   | 14060    |
| 26  | Мушко становништво од 8 до 14 година                                                             | 7184     |
| 27  | Женско становништво од 8 до 14 година                                                            | 6876     |
| 28  | Становништво од 12 до 14 година                                                                  | 5918     |
| 29  | Мушко становништво од 12 до 14 година                                                            | 3010     |
| 30  | Женско становништво од 12 до 14 година                                                           | 2908     |
| 31  | Становништво од 15 до 17 година                                                                  | 6256     |
| 32  | Мушко становништво од 15 до 17 година                                                            | 3144     |
| 33  | Женско становништво од 15 до 17 година                                                           | 3112     |
| 34  | Становништво од 18 до 24 године                                                                  | 13321    |
| 35  | Мушко становништво од 18 до 24 године                                                            | 6524     |
| 36  | Женско становништво од 18 до 24 године                                                           | 6797     |
| 37  | Женско становништво од 15 до 49 година                                                           | 27705    |
| 38  | Становништво са 60 и више година                                                                 | 7870     |
| 39  | Мушко становништво са 60 и више година                                                           | 3504     |
| 40  | Женско становништво са 60 и више година                                                          | 4366     |
| 41  | Однос између мушкараца и жена                                                                    | 93.02    |
| 42  | Становништво од нуле до 14 година                                                                | 30044    |
| 43  | Становништво од 15 до 64 године                                                                  | 62612    |
| 44  | Становништво од 65 година и више                                                                 | 5323     |
| 45  | Просечан број деце                                                                               | 2.41     |
| 46  | Становништво рођено у ентитету                                                                   | 86184    |
| 47  | Мушко становништво рођено у ентитету                                                             | 41220    |
| 48  | Женско становништво рођено у ентитету                                                            | 44964    |
| 49  | Становништво рођено у другом ентитету                                                            | 10766    |
| 50  | Мушко становништво рођено у другом ентитету                                                      | 5487     |
| 51  | Женско становништво рођено у другом ентитету                                                     | 5279     |
| 52  | Становништво од 5 година и више резидентно у ентитету у јуну 2005. године                        | 84207    |
| 53  | Мушко становништво старосног доба од 5 година и више, резидентно у ентитету у јуну 2005. године  | 39956    |
| 54  | Женско становништво старосног доба од 5 и више година, резидентно у ентитету у јуну 2005. године | 44251    |
| 55  | Становништво од 5 година и више које је живело у другом ентитету у јуну 2005. године             | 1817     |
| 56  | Мушко становништво старије од 5 година које је живело у другом ентитету у јуну 2005. године      | 938      |
| 57  | Женско становништво старије од 5 година које је живело у другом ентитету у јуну 2005. године     | 879      |
| 58  | Становништво од 3 године и више које говори аутохтони језик                                      | 167      |
| 59  | Мушко становништво старо 3 године и више које говори аутохтони језик                             | 92       |
| 60  | Женско становништво старо 3 године и више које говори аутохтони језик                            | 75       |
| 61  | Становништво од 3 године и више које говори аутохтони језик и не говори шпански језик            | 0        |
| 62  | Мушко становништво старо 3 године и више које говори аутохтони језик и не говори шпански         | 0        |
| 63  | Женско становништво старо 3 године и више које говори аутохтони језик и не говори шпански језик  | 0        |
| 64  | Становништво старо 3 године и више које говори аутохтони језик и шпански                         | 50       |
| 65  | Мушко становништво старо 3 године и више које говори аутохтони језик и шпански                   | 29       |
| 66  | Женско становништво старо 3 године и више које говори аутохтони језик и шпански                  | 21       |
| 67  | Становништво од 5 година и више које говори аутохтони језик                                      | 160      |
| 68  | Становништво од 5 година и више које говори аутохтони језик и не говори шпански језик            | 0        |
| 69  | Становништво од 5 година и више које говори аутохтони језик и говори шпански језик               | 50       |
| 70  | Становништво у домородачким домаћинствима                                                        | 400      |
| 71  | Становништво са ограничењима у активностима                                                      | 4543     |
| 72  | Становништво са ограниченим ходањем или кретањем, горе или доле                                  | 2960     |
| 73  | Становници са ограничењима вида, чак и уз кориштење сочива                                       | 1101     |
| 74  | Становништво са ограничењима говора, комуникације или конверзације                               | 398      |
| 75  | Становништво са ограниченим слухом                                                               | 412      |
| 76  | Становништво са ограничењима при одевању, купању или јелу                                        | 327      |
| 77  | Становништво са ограничењима у опажању или учењу једноставних ствари                             | 217      |
| 78  | Становништво са менталним ограничењима                                                           | 430      |
| 79  | Становништво без ограничења активности                                                           | 93106    |
| 80  | Становништво од 3 до 5 година које не похађа школу                                               | 2936     |
| 81  | Мушко становништво од 3 до 5 година које не похађа школу                                         | 1477     |
| 82  | Женско становништво од 3 до 5 година које не похађа школу                                        | 1459     |
| 83  | Становништво од 6 до 11 година које не похађа школу                                              | 375      |
| 84  | Мушко становништво од 6 до 11 година које не похађа школу                                        | 217      |
| 85  | Женско становништво од 6 до 11 година које не похађа школу                                       | 158      |
| 86  | Становништво од 12 до 14 година које не похађа школу                                             | 483      |
| 87  | Мушко становништво од 12 до 14 година које не похађа школу                                       | 280      |
| 88  | Женско становништво од 12 до 14 година које не похађа школу                                      | 203      |
| 89  | Становништво од 15 до 17 година похађа школу                                                     | 4082     |
| 90  | Мушко становништво од 15 до 17 година похађа школу                                               | 1975     |
| 91  | Женско становништво између 15 и 17 година живота у школи                                         | 2107     |
| 92  | Становништво од 18 до 24 године похађа школу                                                     | 3754     |
| 93  | Мушко становништво од 18 до 24 године похађа школу                                               | 1900     |
| 94  | Женско становништво од 18 до 24 године похађа школу                                              | 1854     |
| 95  | Становништво од 8 до 14 година које не може да чита и пише                                       | 318      |
| 96  | Мушко становништво старосног доба од 8 до 14 година које не може да чита и пише                  | 188      |
| 97  | Женско становништво старосног доби од 8 до 14 година које не може да чита и пише                 | 130      |
| 98  | Становништво од 15 година и више које је неписмено                                               | 3690     |
| 99  | Мушко становништво од 15 година и више које је неписмено                                         | 1263     |
| 100 | Женско становништво од 15 година и више које је неписмено                                        | 2427     |
| 101 | Становништво старо 15 и више година без школовања                                                | 4754     |
| 102 | Мушко становништво старо 15 и више година без школовања                                          | 1896     |
| 103 | Женско становништво старо 15 и више година без школовања                                         | 2858     |
| 104 | Становништво старосног доба 15 и више година са непотпуним основним образовањем                  | 8245     |
| 105 | Мушко становништво старосног доба од 15 година и више са непотпуном основним образовањем         | 3645     |
| 106 | Женско становништво старосног доба 15 и више година са непотпуном основним образовањем           | 4600     |
| 107 | Становништво старо 15 и више година са комплетним основним образовањем                           | 10896    |
| 108 | Мушко становништво старо 15 година и више са комплетним основним образовањем                     | 5125     |
| 109 | Женско становништво старо 15 и више година са комплетним основним образовањем                    | 5771     |
| 110 | Становништво старосног доба 15 и више година са непотпуним средњим образовањем                   | 4019     |
| 111 | Мушко становништво старосног доба од 15 година и више са непотпуним средњим образовањем          | 2288     |
| 112 | Женско становништво старосног доба од 15 година и више са непотпуним средњим образовањем         | 1731     |
| 113 | Становништво старо 15 и више година са пуним секундарном образовањем                             | 15912    |
| 114 | Мушко становништво старосног доба од 15 година и више са пуним секундарном образовањем           | 7666     |
| 115 | Женско становништво старосног доба од 15 година и више са пуним секундарном образовањем          | 8246     |
| 116 | Становништво старије од 18 година са постосновним образовањем                                    | 21815    |
| 117 | Мушко становништво старије од 18 година са постосновним образовањем                              | 10387    |
| 118 | Женско становништво старије од 18 година са постосновним образовањем                             | 11428    |
| 119 | Просечна оцена школовања                                                                         | 8.64     |
| 120 | Просечан ниво образовања мушке популације                                                        | 8.82     |
| 121 | Просечан ниво образовања женског становништва                                                    | 8.47     |
| 122 | Економски активно становништво                                                                   | 41222    |
| 123 | Економски активна мушка популација                                                               | 25988    |
| 124 | Економски активна женска популација                                                              | 15234    |
| 125 | Становништво које није економски активно                                                         | 32353    |
| 126 | Мушко становништво које није економски активно                                                   | 8839     |
| 127 | Женско становништво које није економски активно                                                  | 23514    |
| 128 | Запослено становништво                                                                           | 38608    |
| 129 | Запослено мушко становништво                                                                     | 24021    |
| 130 | Запослено женско становништво                                                                    | 14587    |
| 131 | Незапослена популација                                                                           | 2614     |
| 132 | Незапослена мушка популација                                                                     | 1967     |
| 133 | Незапослена женска популација                                                                    | 647      |
| 134 | Становништво без права на здравствене услуге                                                     | 29117    |
| 135 | Становништво које има право на здравствене услуге                                                | 68745    |
| 136 | Становништво које има право на ИМСС                                                              | 50068    |
| 137 | Становништво које има право на социјално осигурање                                               | 4571     |
| 138 | Становништво које има право на државно социјално осигурање                                       | 109      |
| 139 | Становништво које има право на опште осигурање или здравствено осигурање за нову генерацију      | 13859    |
| 140 | Становништво које је било једном или није било у браку током 12 година и више                    | 29440    |
| 141 | Венчано или уједињено становништво од 12 година и више                                           | 38631    |
| 142 | Становништво које је било у браку или уједињено 12 година и више                                 | 5646     |
| 143 | Становништво са католичком религијом                                                             | 94767    |
| 144 | Протестанти, еванђелисти и библијски следбеници различити од еванђелиста                         | 1796     |
| 145 | Становништво са другим религијама различитим од претходних                                       | 22       |
| 146 | Становништво без религије                                                                        | 801      |
| 147 | Укупно пописаних домаћинства                                                                     | 23442    |
| 148 | Пописна домаћинства на челу са мушкарцима                                                        | 17488    |
| 149 | Пописна домаћинства на челу са женама                                                            | 5954     |
| 150 | Становништво у пописним домаћинствима                                                            | 97725    |
| 151 | Становништво у пописним домаћинствима на челу са мушкарцима                                      | 76071    |
| 152 | Становништво у пописним домаћинствима на челу са женама                                          | 21654    |
| 153 | Укупно домаћинстава                                                                              | 29439    |
| 154 | Укупно насељених домаћинстава                                                                    | 23518    |
| 155 | Укупно приватних кућа                                                                            | 29363    |
| 156 | Насељени приватни домови                                                                         | 23442    |
| 157 | Укупно насељених приватних кућа                                                                  | 23508    |
| 158 | Ненасељене приватне куће                                                                         | 4724     |
| 159 | Појединачна домаћинства за привремену употребу                                                   | 1197     |
| 160 | Становници у насељеним приватним кућама                                                          | 97725    |
| 161 | Насељеност станара у приватним становима                                                         | 4.17     |
| 162 | Просечно становника по соби у приватним насељеним домаћинствима                                  | 1        |
| 163 | Појединачна домаћинства са подовима од различитих материјала од земље                            | 23103    |
| 164 | Појединачна домаћинства у приземљу                                                               | 261      |
| 165 | Појединачна домаћинства са једном спаваћом собом                                                 | 5548     |
| 166 | Појединачна домаћинства са две спаваће собе и више                                               | 17832    |
| 167 | Појединачна домаћинства са једним собом                                                          | 440      |
| 168 | Појединачна домаћинства са две собе                                                              | 2332     |
| 169 | Појединачна домаћинства са 3 собе и више                                                         | 20580    |
| 170 | Појединачна домаћинства која имају електрично светло                                             | 23343    |
| 171 | Појединачна домаћинства која немају електрично светло                                            | 58       |
| 172 | Појединачна домаћинства која имају водоводну воду у стамбеном простору                           | 23047    |
| 173 | Појединачна домаћинства која немају водоводну воду у стамбеном простору                          | 320      |
| 174 | Појединачна домаћинства која имају тоалет                                                        | 23089    |
| 175 | Појединачна домаћинства која имају канализацију                                                  | 23060    |
| 176 | Појединачна домаћинства која немају канализацију                                                 | 289      |
| 177 | Појединачна домаћинства која имају електрично светло, довод воде из јавне мреже и канализацију   | 22780    |
| 178 | Појединачна домаћинства без икаквих услова                                                       | 81       |
| 179 | Појединачна домаћинства која имају радио                                                         | 19987    |
| 180 | Појединачна домаћинства која имају телевизор                                                     | 22909    |
| 181 | Појединачна домаћинства која имају фрижидер                                                      | 21632    |
| 182 | Појединачна домаћинства која имају машину за веш                                                 | 19045    |
| 183 | Појединачна домаћинства која имају аутомобил или комби                                           | 13422    |
| 184 | Појединачна домаћинства која имају рачунар                                                       | 8261     |
| 185 | Појединачна домаћинства која имају фиксну телефонску линију                                      | 11370    |
| 186 | Појединачна домаћинства која имају мобилни телефон                                               | 17684    |
| 187 | Појединачна домаћинства која имају приступ интернету                                             | 6072     |
| 188 | Величина локације                                                                                | 10       |